# 幸長慎一
幸長 慎一（ゆきなが しんいち、1997年4月10日 - ）は、日本の陸上競技選手。専門は円盤投・砲丸投。兵庫県姫路市出身。徳島県徳島市在住。生光学園高等学校卒業。四国大学生活科学部卒業。同大学大学院人間生活科学研究科を経て、四国大学AC所属、愛称は「阿波の怪童」。

## 経歴
兵庫県姫路市生まれ。姫路市立東中学校卒業。中学校卒業後、徳島県徳島市の生光学園高等学校に進学し2016年3月に卒業。四国大学生活科学部生活科学科修了。現在は四国大学職員として競技を続けている。
2012年、ジュニアオリンピック陸上競技大会に出場し円盤投(1.5kg)で優勝。2013年、第68回国民体育大会陸上競技の少年B砲丸投で銅メダルを獲得。2014年、第69回国民体育大会陸上競技の少年男子共通円盤投に出場し大会新記録を更新し優勝。
2015年、全国高等学校総合体育大会陸上競技大会では砲丸投でジュニア日本記録を12年ぶりに更新し優勝。同大会では円盤投でも大会新記録をマークし優勝。第70回国民体育大会陸上競技の円盤投ではジュニア日本新記録を更新し2連覇を達成する。
2023年、徳島カーニバルで男子円盤投(2kg)で62m52cmの日本歴代2位（当時）の記録をマークした。
その年にあった第107回日本陸上競技選手権大会での男子円盤投では台風2号と梅雨前線の影響により各選手が記録を伸ばすことができず、幸長も例外ではなく、54m77cmで3位で終えた。

## 主な戦績
| 年度 | 大会名                                 | 種目           | 順位 | 記録   | 備考               |
| ---- | -------------------------------------- | -------------- | ---- | ------ | ------------------ |
| 2012 | 第43回ジュニアオリンピック陸上競技大会 | 円盤投(1.5kg)  | 優勝 | 51m23  | ジュニア日本新記録 |
| 2013 | 第68回国民体育大会陸上競技             | 少年B砲丸投    | 3位  | 16ｍ44 |                    |
| 2014 | 第69回国民体育大会陸上競技             | 少年共通円盤投 | 優勝 | 54ｍ05 | 大会新記録         |
| 2015 | 第99回日本陸上競技選手権大会           | 砲丸投         | 7位  | 16.43  |                    |
| 2015 | 第99回日本陸上競技選手権大会           | 円盤投         | 5位  | 52.94  |                    |
| 2015 | 全国高等学校総合体育大会陸上競技大会   | 砲丸投         | 優勝 | 18m21  | ジュニア日本新記録 |
| 2015 | 全国高等学校総合体育大会陸上競技大会   | 円盤投         | 優勝 | 55m59  | 大会新記録         |
| 2015 | 第70回国民体育大会陸上競技             | 円盤投         | 優勝 | 56ｍ46 | ジュニア日本新記録 |
| 2016 | アジアジュニア陸上競技選手権大会       | 砲丸投         | 優勝 | 18m41  |                    |
| 2016 | アジアジュニア陸上競技選手権大会       | 円盤投         | 3位  | 54m79  |                    |
| 2020 | 第104回日本陸上競技選手権大会          | 砲丸投         | 優勝 | 17m77  |                    |